# Kallbadhuset, Örebro

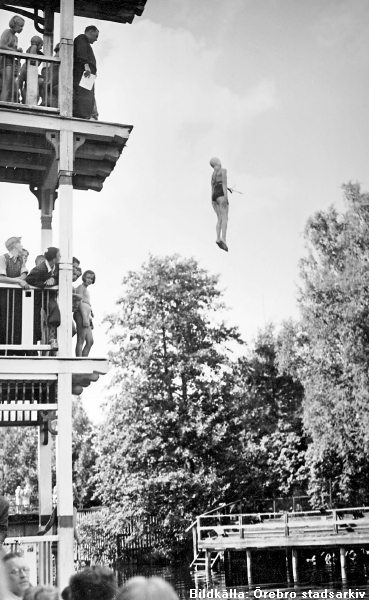
Kallbadhuset i Örebro 1950.

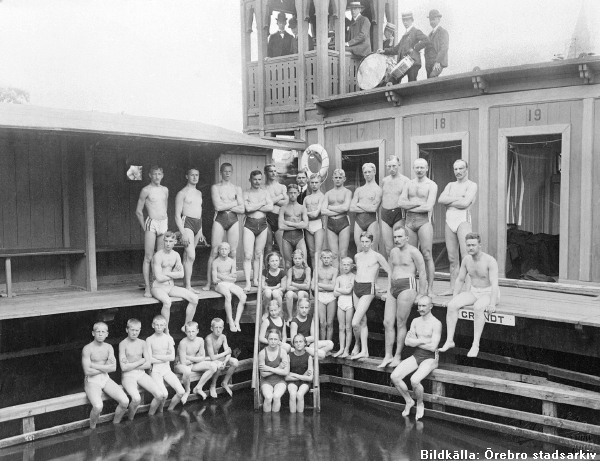
"Bassängen" i kallbadhuset Örebro på 1920-talet.

Kallbadhuset i Örebro invigdes år 1907. Det var en träbyggnad med en inbyggd bassäng och badmöjlighet även utåt Svartån. Byggnaden låg i nuvarande Nygatans förlängning. Den ritades av Albert Jonsson. År 1952 revs badhuset, som även kallades Kallis.
Det har även tidigare funnits kallbadhus i Örebro. Det första öppnades 1824 där Vasabron ligger idag. År 1864 byggdes ett nytt vid Nygatan. Detta revs när det "slutliga" kallbadhuset byggdes år 1907.